# Пентоминиум
«Пе́нтоми́ниум» — сверхвысокий небоскрёб, строящийся в Дубае. Когда здание будет построено, оно достигнет высоты 516 метров и будет иметь 122 этажа над землёй.
Небоскрёб спроектирован архитектурным бюро «Aedas», строительство финансируется «Trident International Holdings». У «Пентоминиума» один из самых глубоких котлованов в мире, выполненный «Swissboring Overseas Piling Corp.», лидером в Персидском заливе по строительству котлованов.

## История
Презентация «Пентоминиума» прошла 27 июня 2007 года. Стоимость проекта оценивается 400 миллионами долларов. Строительство было начато 26 июля 2009 года и должно быть закончено в 2014 году.
В августе 2011 строительство было приостановлено, на тот момент было построено 22 этажа. Пентоминиум был бы самым высоким жилым зданием в мире вместо Парк-авеню, 432 после завершения, если бы строительство возобновилось; у него самая высокая проектная высота среди всех строящихся жилых домов. С тех пор строительство не возобновлялось. Небоскрёб станет самым высоким жилым зданием в мире, если будет достроен.

## Апартаменты
Здание будет целиком предназначено для жилья. Рядом с ним предполагается возвести объекты инфраструктуры, такие как автостоянки и объекты досуга для проживающих. Апартаменты здания будут иметь класс «люкс». Стоимость одной квартиры при высоте потолков около 4 м и площади от 600 м2 будет составлять в среднем 3-6 млн долларов. На одном этаже будет только одна квартира. Удобства, доступные для жителей, будут включать бассейн, смотровую площадку, частный кинотеатр, оздоровительный клуб и банкетный зал, а также сигарный салон и бизнес-центр.

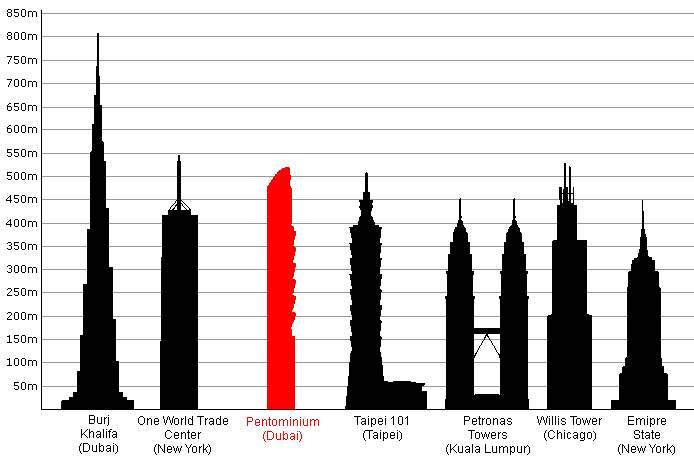
«Пентоминиум» среди самых высоких небоскрёбов мира.

## Название
Пентоминиум является телескопизмом слов «пентхаус» и «кондоминиум». По задумке архитекторов на каждом этаже здания будет располагаться всего одна квартира площадью 601—607 кв.м.